# Fire in the hole

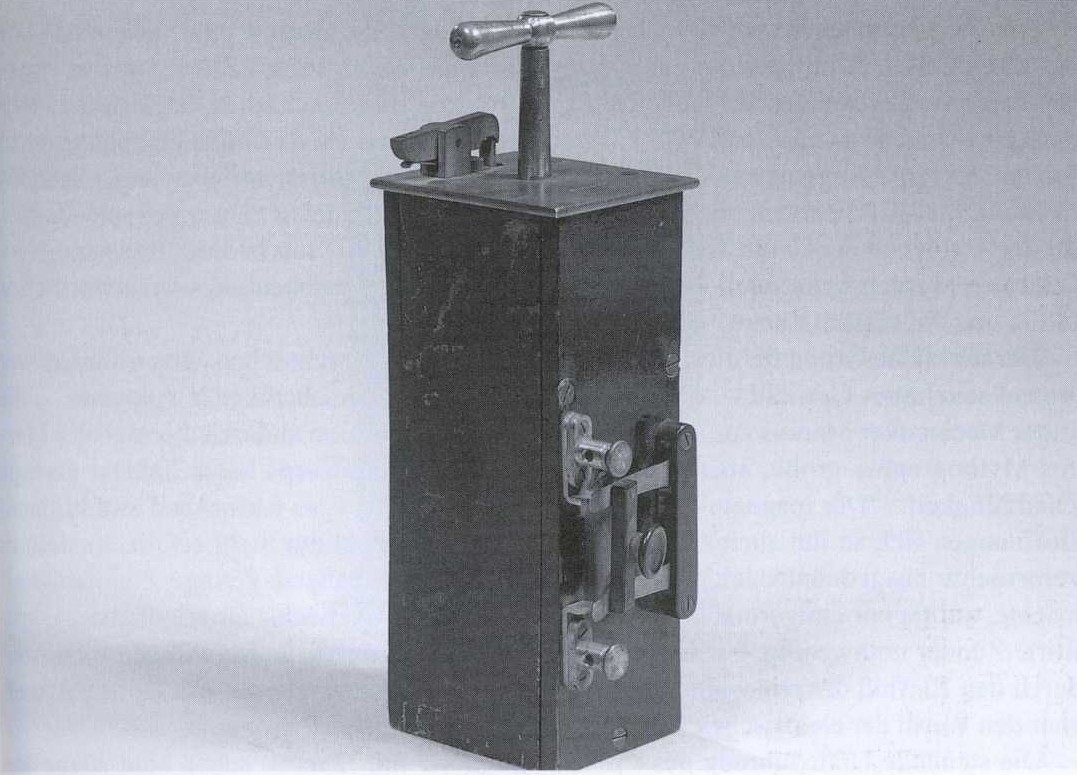
Dispositivo detonador de carga explosiva.

Fire in the hole (literalmente "Fuego en el agujero/hoyo/pozo" o "A cubierto") es una advertencia usada en los países de habla inglesa para indicar que una detonación de explosivos en un espacio confinado es inminente.
Actualmente esta expresión es usada por las fuerzas civiles (policía y escuadrones de operaciones especiales) y militares en los países de habla inglesa.

## Origen
Existen varias teorías sobre su origen, la primera indica que esta expresión se originó entre los mineros quienes necesitaban advertir a sus compañeros que una carga explosiva había sido puesta. 
Otra teoría recalca que tuvo su origen en los primeros cañones militares en los cuales la carga era disparada colocando una llama en un orificio (en inglés hole), que previamente se había rellenado con pólvora. Esto provocaba que la carga principal, generalmente una bala de metal o piedra, fuese expulsada del cañón a través de la boca del mismo.

## Fire in the hole en los videojuegos
- En Counter-Strike, Star Wars: Republic Commando, Left 4 Dead, Special Forces o Soldier Front, entre otros, se puede oír la frase Fire in the hole cuando alguien lanza una granada. En la versión en castellano de Counter-Strike la traducción es literal: ¡Disparad en la brecha! En RTCW también se utiliza para cuando se lanza una granada.
- En Postal 2 se puede encontrar un bar y antro del mismo nombre,en este se pueden encontrar NPC's bailando entre ellos una persona en traje de masoquista,un policía(o civil usando traje de policía) y una persona transexual(un modelo de NPC femenino con la cabeza de Mike J,uno de los desarrolladores del juego)
- En Overwatch (voz en inglés) se puede oír al personaje Junkrat gritarlo al usar su ataque definitivo. 
- En Geometry Dash, en el editor de efectos de sonidos, se encuentra "Cartoon Pirate voice" se encuentran varias modificaciones de ella, está la ID "4450" Se escucha gritar ""Fire!" Con la ID 4451, se encuentra el grito "Fire in the hole 1" con ID 4452 se encuentra "Fire in the hole 2" hay Demasiadas modificaciones realizadas con el grito, Y el creador del videojuego (Robtop) realizó una carpeta en el que se encuentran más modificaciones llamada "Don't"
Se encuentra el efecto de sonido en el segundo nivel "The Sewers" del modo plataforma del juego, se escucha gritar "Fire in the hole!"
antes de iniciar el elevador de la fase final del nivel. Esto pasó a ser una broma dentro de la comunidad del videojuego, y se empezaron a crear niveles con la cara de la dificultad normal del juego diciendo esta frase, apodados como "lobotomy levels".